# Charles Dago
Charles Dago (ur. 1 listopada 1975) – iworyjski piłkarz grający na pozycji napastnika. W swojej karierze rozegrał 6 meczów w reprezentacji Wybrzeża Kości Słoniowej.

## Kariera klubowa
Karierę piłkarską Dago rozpoczął w klubie Africa Sports z Abidżanu. W jego barwach zadebiutował w pierwszej lidze Wybrzeża Kości Słoniowej. W latach 1996 i 1999 wywalczył dwa tytuły mistrza kraju, a w 1998 roku zdobył Puchar Wybrzeża Kości Słoniowej. Z kolei w 1999 roku zdobył Puchar Zdobywców Pucharów.
W 1999 roku Dago wyjechał do Europy i został zawodnikiem belgijskiego KSC Lokeren. Występował w nim do końca 2000 roku.
W 2001 roku Dago trafił do Azji. Wiosną 2001 grał w Al-Jazira Club ze Zjednoczonych Emiratów Arabskich. W połowie 2001 roku został zawodnikiem kuwejckiego Al-Arabi Kuwejt. W 2002 roku wywalczył z nim mistrzostwo Kuwejtu. W 2004 roku odszedł do zespołu Al-Salmiya SC. Z kolei w 2006 roku został zawodnikiem klubu Al-Tadamon. W sezonie 2006/2007 z 28 golami na koncie został królem strzelców ligi Kuwejtu. W 2008 roku zakończył karierę.

## Kariera reprezentacyjna
W reprezentacji Wybrzeża Kości Słoniowej Dago zadebiutował w 1994 roku. W 2000 roku rozegrał 2 mecze w Pucharze Narodów Afryki 2000: z Togo (1:1) i z Kamerunem (0:3). Od 1994 do 2000 roku rozegrał w kadrze narodowej 6 meczów.